# Cristóbal Jorquera
Cristóbal Andrés Jorquera Torres (Santiago del Cile, 4 agosto 1988) è un calciatore cileno, centrocampista del Magallanes.
È soprannominato El Niño Vertical.

## Carriera

### Club

#### Colo Colo
Dopo molti anni nelle giovanili del calcio Colo-Colo, nel gennaio 2006 è stato promosso in prima squadra. Ha fatto il suo debutto in una partita del Torneo di Clausura contro l'Universidad de Concepción allo Stadio Municipal di Concepción il 4 giugno 2006: al 60º minuto ha sostituito Benjamín Ruíz. Nello stesso torneo, il Colo-Colo ha vinto il Calcio di Primera División, ed è stato il primo titolo in carriera per Jorquera. Il 4 ottobre 2006 ha debuttato in campo internazionale contro l'Alajuelense, nella vittoria per 4-0 di Coppa Sudamericana. Nel Torneo di Clausura ha giocato 9 partite.
Nel gennaio 2007 ha giocato in Primera División in prestito al Ñublense per sei mesi. Il 27 gennaio 2007 ha giocato la sua prima partita per il suo club contro il Deportes Puerto Montt. Il 6 luglio 2007 ha segnato il suo primo gol contro il Cobresal all'Estadio Nelson Oyarzun. Nel mese di giugno, terminato il suo prestito al Ñublense, ritorna al Colo-Colo, venendo ceduto nuovamente in prestito all'Unión Española per sei mesi. Nel club ispanico gioca 15 partite durante il Torneo di Clausura.
Tornato al Colo-Colo, nel 2008 ha giocato la sua prima partita di Copa Libertadores all'Estadio Jalisco. Il suo primo gol per il club l'ha fatto nel 2-0 della partita di Copa Libertadores contro il Boca Juniors.
Nel 2011 ha militato nel Colo-Colo che ha avuto il peggiore inizio di sempre in campionato, non riuscendo a vincere nessuna delle prime quattro partite. Successivamente ha segnato due gol nelle vittorie contro Palestino e Unión Española.

#### Genoa
Nel primo semestre del 2011 è stato ceduto alla società italiana del Genoa per 2,5 milioni di dollari. Il 18 settembre 2011 fa il suo esordio all'Olimpico di Roma contro la Lazio, fornendo l'assist per il pareggio di Rodrigo Palacio; a fine partita è designato "uomo partita SKY". Trova la prima rete in rossoblu nella partita di Coppa Italia Genoa-Bari, il 21 dicembre 2011 invece segna il suo primo gol in Serie A nella disastrosa trasferta del San Paolo, in Napoli-Genoa (6-1).
Il 26 agosto all'esordio stagionale in serie A tira fuori un calcio di rigore.
Deferito per i fatti di Genoa-Siena 1-4 del 2011-2012 (pressioni da parte dei tifosi allo stadio con i giocatori che si dovettero togliere la maglia), il 6 ottobre 2012 la Procura federale ha chiesto 30.000 euro di multa per Jorquera e altri suoi 14 compagni di squadra.. Il 2 aprile 2013 vince inaspettatamente il sondaggio di pianetagenoa1893.net come calciatore dell'anno raccogliendo il 16,96% dei voti dei simpatizzanti genoani.

#### Italia, Turchia e Cile
Il 2 settembre 2013 viene acquistato a titolo definitivo dal Parma. Dopo appena quattro giorni, il 6 settembre, viene ceduto in prestito con diritto di riscatto all'Eskişehirspor, club militante in Süper Lig. Il 21 settembre 2013 esordisce con l'Eskişehirspor contro l'Antalyaspor segnando il primo gol stagionale dopo 10 minuti risultando decisivo per il risultato finale. Dopo un'ottima stagione in Turchia nell'estate del 2014 torna al Parma per fine prestito. Dopo essere rimasto svincolato per il fallimento del Parma firma un contratto di durata triennale con i turchi del Bursaspor. Con la società turca rimane per tre stagioni, collezionando totale tra campionato e coppe 77 presenze e 13 reti. Successivamente torna in Cile, accasandosi al Palestino, con i quali mette insieme 29 presenze e quattro reti. Il 13 gennaio 2020 passa Fatih Karagümrük, con i quali esordisce la settimana successiva proprio contro il Bursapor; impiegato da titolare, fornisce un assist vincente ma non riesce ad avvitare la sconfitta della propria squadra per 2-1. Infortunatosi verso la fine del campionato, mette insieme nove presenze e cinque reti alla sua prima stagione.

### Nazionale
Jorquera ha giocato il Campionato mondiale di calcio Under-17 2005 con la sua Nazionale. Nel 2007 prende parte al Mondiale Under-20.
Ha partecipato al Torneo di Tolone. In questa competizione ha portato la sua Nazionale a superare col risultato di 1-0 la Francia.
Dopo l'infortunio di Jorge Valdivia, il CT Claudio Borghi decide di convocare Jorquera per l'amichevole del 26 marzo 2011 contro il Portogallo, vinta 2-0, e del 29 marzo contro la Colombia, pareggiata 1-1.

## Statistiche

### Presenze e reti nei club
Statistiche aggiornate al 15 dicembre 2020.
| Stagione         | Squadra          | Campionato       | Campionato | Campionato | Coppe nazionali | Coppe nazionali | Coppe nazionali | Coppe continentali | Coppe continentali | Coppe continentali | Altre coppe | Altre coppe | Altre coppe | Totale | Totale |
| Stagione         | Squadra          | Comp             | Pres       | Reti       | Comp            | Pres            | Reti            | Comp               | Pres               | Reti               | Comp        | Pres        | Reti        | Pres   | Reti   |
| ---------------- | ---------------- | ---------------- | ---------- | ---------- | --------------- | --------------- | --------------- | ------------------ | ------------------ | ------------------ | ----------- | ----------- | ----------- | ------ | ------ |
| 2006             | Colo-Colo        | PD               | 9          | 0          | -               | -               | -               | CS                 | 1                  | 0                  | -           | -           | -           | 10     | 0      |
| 2007             | Ñublense         | PD               | 14         | 1          | -               | -               | -               | -                  | -                  | -                  | -           | -           | -           | 14     | 1      |
| 2007             | Unión Española   | PD               | 15         | 0          | -               | -               | -               | -                  | -                  | -                  | -           | -           | -           | 15     | 0      |
| 2008             | Colo-Colo        | PD               | 25         | 3          | -               | -               | -               | CL                 | 4                  | 1                  | -           | -           | -           | 29     | 4      |
| 2009             | O'Higgins        | PD               | 29         | 3          | -               | -               | -               | -                  | -                  | -                  | -           | -           | -           | 29     | 3      |
| 2010             | Colo-Colo        | PD               | 18         | 6          | -               | -               | -               | CS                 | 2                  | 0                  | -           | -           | -           | 20     | 6      |
| 2011             | Colo-Colo        | PD               | 17         | 4          | -               | -               | -               | CL                 | 5                  | 5                  | -           | -           | -           | 22     | 9      |
| Totale Colo Colo | Totale Colo Colo | Totale Colo Colo | 69         | 13         |                 |                 |                 |                    | 12                 | 6                  |             | -           | -           | 81     | 19     |
| 2011-2012        | Genoa            | A                | 22         | 2          | CI              | 2               | 1               |                    |                    |                    |             |             |             | 24     | 3      |
| 2012-2013        | Genoa            | A                | 13         | 0          | CI              | 0               | 0               |                    |                    |                    |             |             |             | 13     | 0      |
| Totale Genoa     | Totale Genoa     | Totale Genoa     | 35         | 2          |                 | 2               | 1               |                    |                    |                    |             |             |             | 37     | 3      |
| 2014-2015        | Parma            | A                | 17         | 1          | CI              | 0               | 0               | -                  | -                  | -                  | -           | -           | -           | 19     | 1      |
| 2015-2016        | Bursaspor        | SL               | 22         | 2          | CT              | 5               | 3               |                    |                    |                    | ST          | 1           | 0           | 28     | 5      |
| 2016-2017        | Bursaspor        | SL               | 30         | 6          | CT              | 5               | 1               |                    |                    |                    |             |             |             | 35     | 7      |
| 2017-2018        | Bursaspor        | SL               | 12         | 0          | CT              | 2               | 1               |                    |                    |                    |             |             |             | 14     | 1      |
| Totale Bursaspor | Totale Bursaspor | Totale Bursaspor | 64         | 8          |                 | 12              | 5               |                    |                    |                    |             | 1           | 0           | 77     | 13     |
| 2019             | Palestino        | PD               | 19         | 3          |                 | -               | -               | CL+CS              | 8+2                | 1+0                |             | -           | -           | 29     | 4      |
| 2019-2020        | Fatih Karagümrük | 1.L              | 9          | 5          | CT              | -               | -               |                    |                    |                    |             |             |             | 9      | 5      |
| 2020-2021        | Fatih Karagümrük | SL               | -          | -          | CT              | -               | -               |                    |                    |                    |             | -           | -           | 0      | 0      |
| Totale carriera  | Totale carriera  | Totale carriera  | 302        | 39         |                 | 22              | 8               |                    | 22                 | 7                  |             | 1           | 0           | 347    | 54     |

### Cronologia presenze e reti in nazionale
| Cronologia completa delle presenze e delle reti in nazionale ― Cile | Cronologia completa delle presenze e delle reti in nazionale ― Cile | Cronologia completa delle presenze e delle reti in nazionale ― Cile | Cronologia completa delle presenze e delle reti in nazionale ― Cile | Cronologia completa delle presenze e delle reti in nazionale ― Cile | Cronologia completa delle presenze e delle reti in nazionale ― Cile | Cronologia completa delle presenze e delle reti in nazionale ― Cile | Cronologia completa delle presenze e delle reti in nazionale ― Cile |
| Data                                                                | Città                                                               | In casa                                                             | Risultato                                                           | Ospiti                                                              | Competizione                                                        | Reti                                                                | Note                                                                |
| ------------------------------------------------------------------- | ------------------------------------------------------------------- | ------------------------------------------------------------------- | ------------------------------------------------------------------- | ------------------------------------------------------------------- | ------------------------------------------------------------------- | ------------------------------------------------------------------- | ------------------------------------------------------------------- |
| 18-1-2009                                                           | Fort Lauderdale                                                     | Honduras                                                            | 2 – 0                                                               | Cile                                                                | Amichevole                                                          | -                                                                   | 81’                                                                 |
| 29-3-2011                                                           | L'Aia                                                               | Cile                                                                | 2 – 0                                                               | Colombia                                                            | Amichevole                                                          | -                                                                   | 76’                                                                 |
| 7-10-2011                                                           | Buenos Aires                                                        | Argentina                                                           | 4 – 1                                                               | Cile                                                                | Qual. Mondiali 2014                                                 | -                                                                   | 81’                                                                 |
| 15-8-2012                                                           | New York                                                            | Ecuador                                                             | 3 – 0                                                               | Cile                                                                | Amichevole                                                          | -                                                                   | 46’                                                                 |
| Totale                                                              |                                                                     | Presenze                                                            | 4                                                                   |                                                                     | Reti                                                                | 0                                                                   |                                                                     |